# Sudanrot G
Sudanrot G ist eine chemische Verbindung aus der Gruppe der Azo- und Sudanfarbstoffe.

## Gewinnung und Darstellung
Sudanrot G kann durch Diazotierung und Azokupplung von o-Anisidin und β-Naphthol gewonnen werden.

## Eigenschaften
Sudanrot G ist ein rotbrauner Feststoff, der in Form von lichtechten, hitze-, säure- und alkalibeständigen, in Wasser praktisch unlöslichen, in Alkohol und in pflanzlichen Ölen löslichen Kristallen vorliegt [λmax 500 nm, E 1 %/1 cm ca. 785 (Methanol)].

## Verwendung
Sudanrot G wird zum Färben von Mineralölprodukten, Wachserzeugnissen wie Schuhcremes, Bohnermassen, Kerzen, zur Herstellung von Kugelschreiberpasten, Tuschen etc. verwendet.

## Sicherheitshinweise
Nach Anlage 3 (zu § 3) der Kosmetik-Verordnung ist Sudanrot G auch zum Färben von Kosmetika zugelassen. Die früher übliche Verwendung zum Färben von Eierschalen ist seit 1998 nicht mehr zulässig. Grund ist, dass Erwägungen zur Strukturaktivität nahelegen, dass die Verbindung genotoxisch und/oder karzinogen ist (reduktive Spaltung zu o-Anisidin).